# Wittenburg (Mecklenburg)

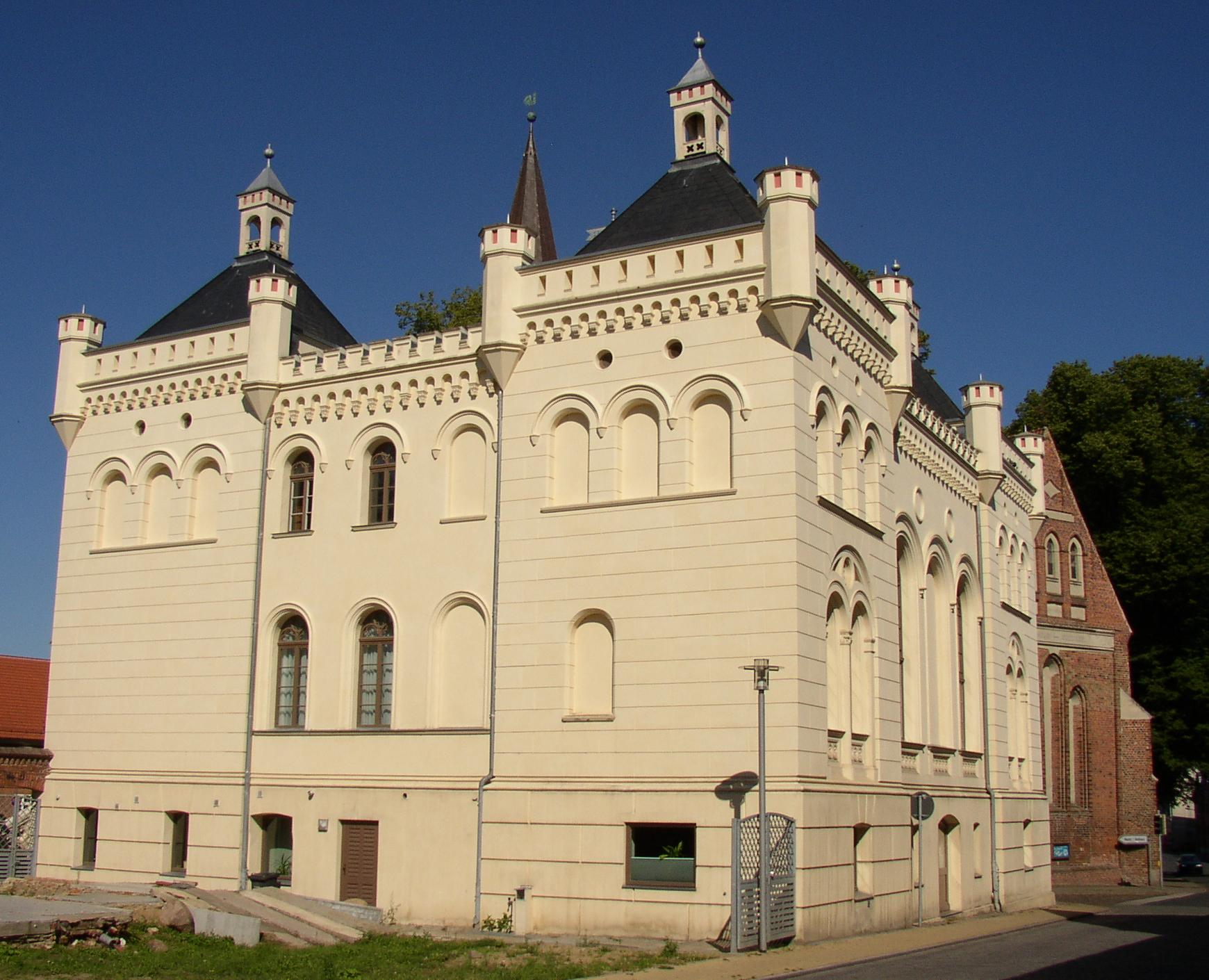
Gemeentehuis

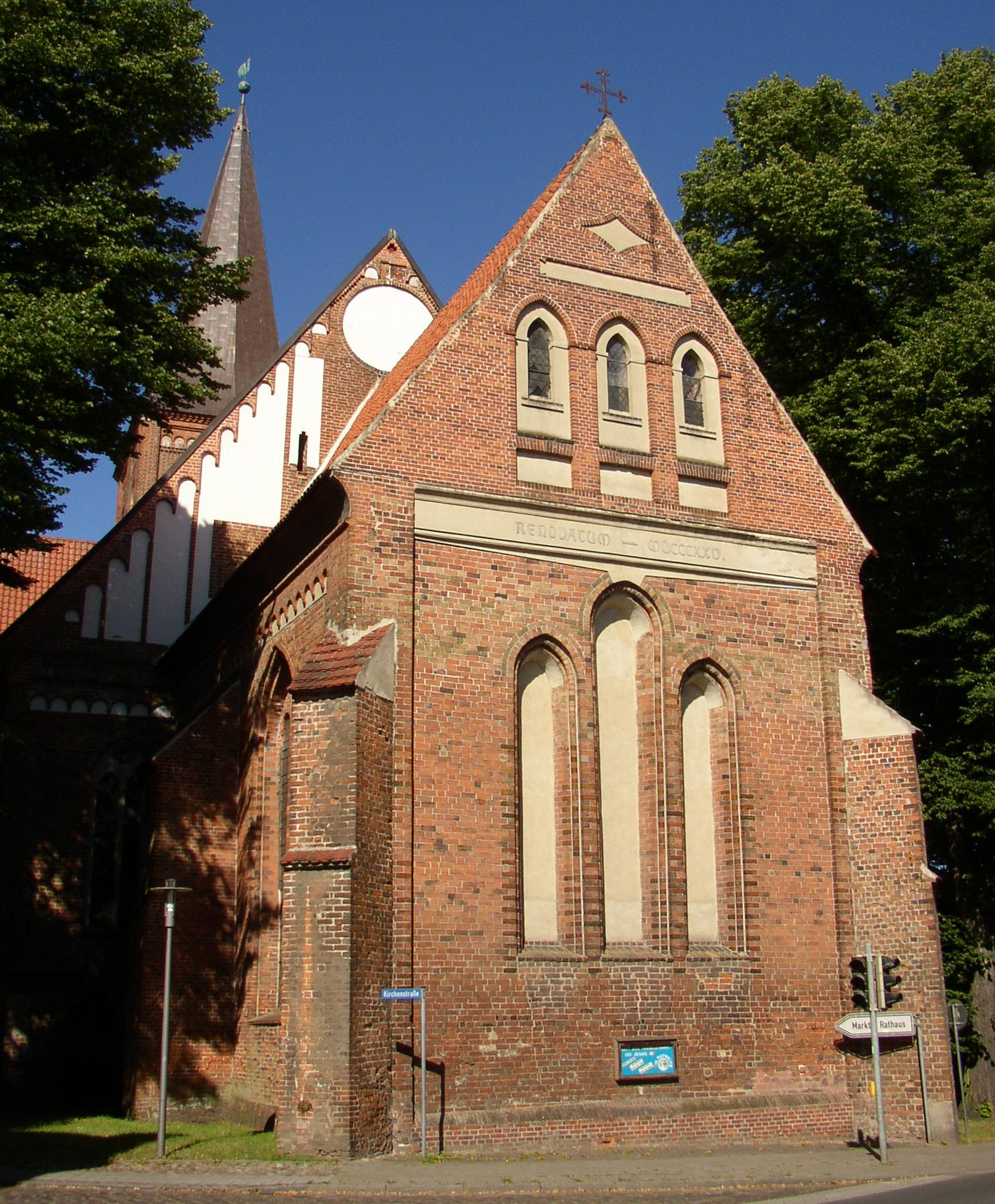
Kerk

Wittenburg is een gemeente in de Duitse deelstaat Mecklenburg-Voor-Pommeren, en maakt deel uit van de Landkreis Ludwigslust-Parchim. Wittenburg telt 6.303 inwoners.

## Geografie
De stad Wittenburg in het westen van Mecklenburg-Voor-Pommeren ligt aan de beek Motel. Op ongeveer 40 km noordoostelijk ligt de hoofdstad van de deelstaat, Schwerin. Tot Wittenburg behoren de ortsteilen Helm, Lehsen, Klein Wolde, Körchow, Perdöhl, Wölzow, Ziggelmark en Zühr.

## Geschiedenis

### Vroege geschiedenis
Wittenburg behoorde aan het begin van de 12e eeuw tot de Polaben, een Slavische substam van de Abodriten. Wanneer de stad stadsrechten heeft gekregen is niet eenduidig overgeleverd. In 1194 werd Wittenburg als "provincie" van de Graafschap Ratzeburg genoemd. In 1226 verleende Keizer Frederik II van de stad Lübeck de rijksvrijheid. Deze datum geldt ook als oprichtingsdatum van Wittenburg.

### Recente geschiedenis
Op 25 mei 2014 werden de tot dan toe zelfstandige gemeenten Körchow (met ortsteilen Perdöhl en Zühr) en Lehsen door Wittenburg geannexeerd.

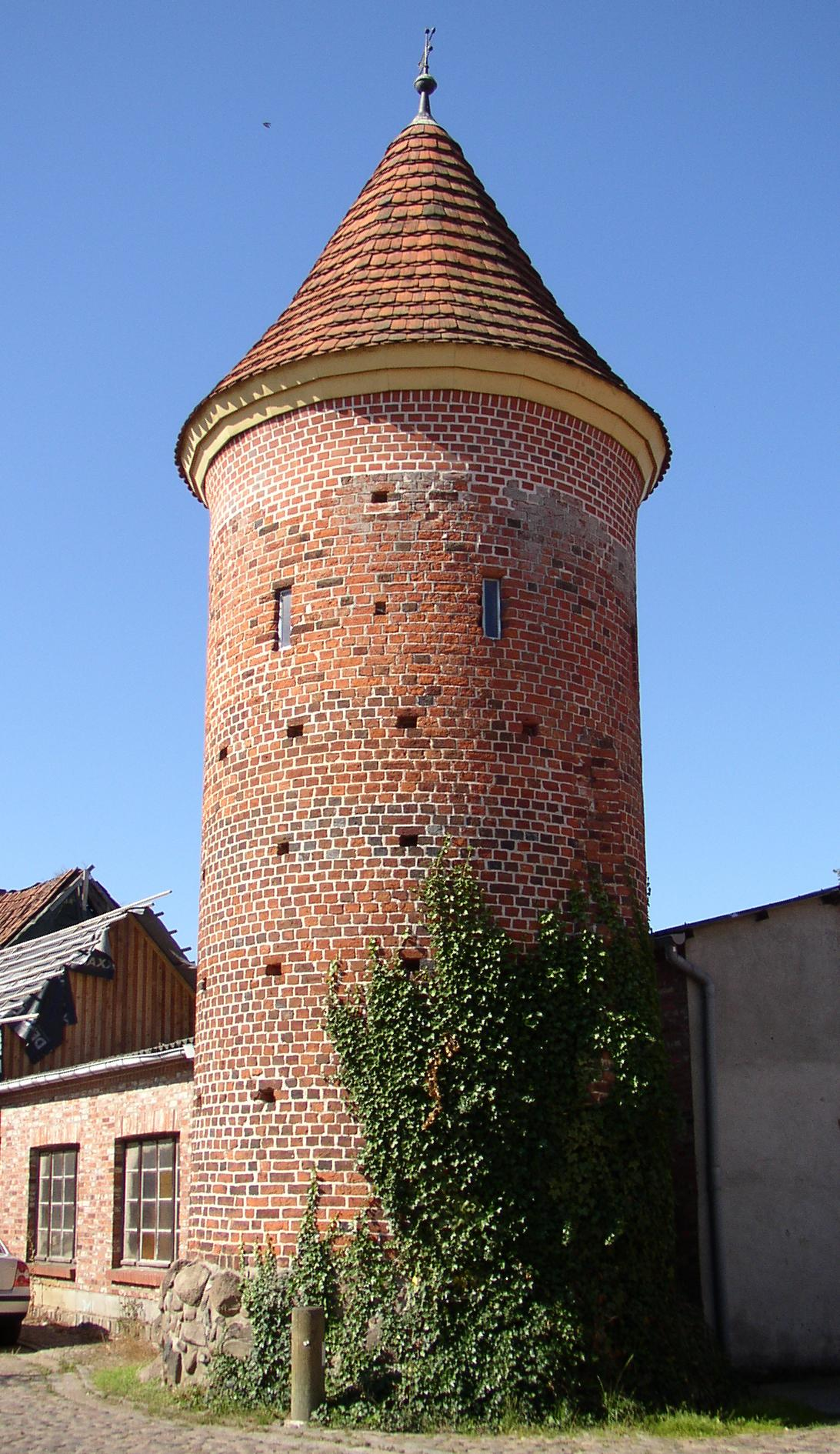
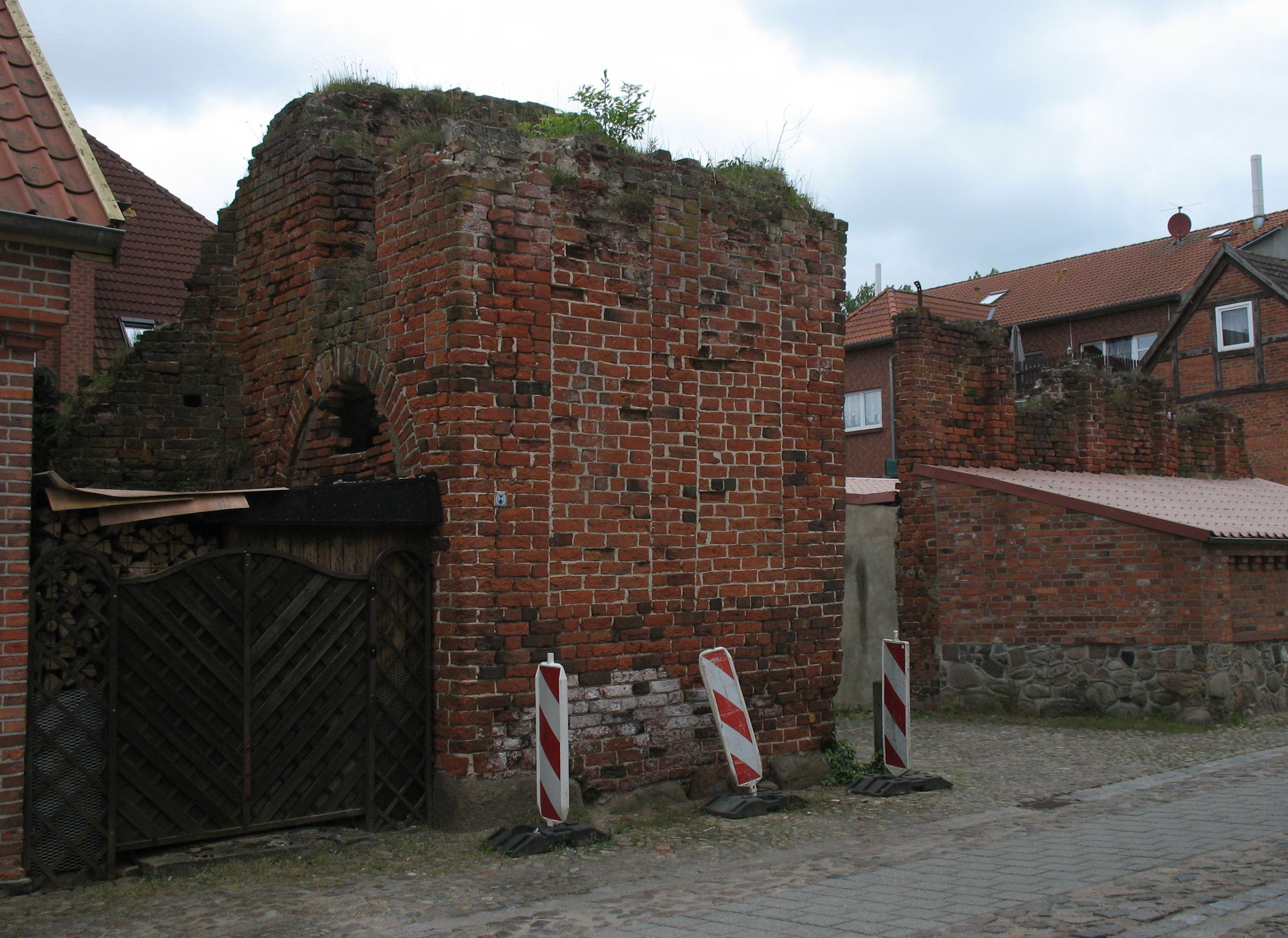
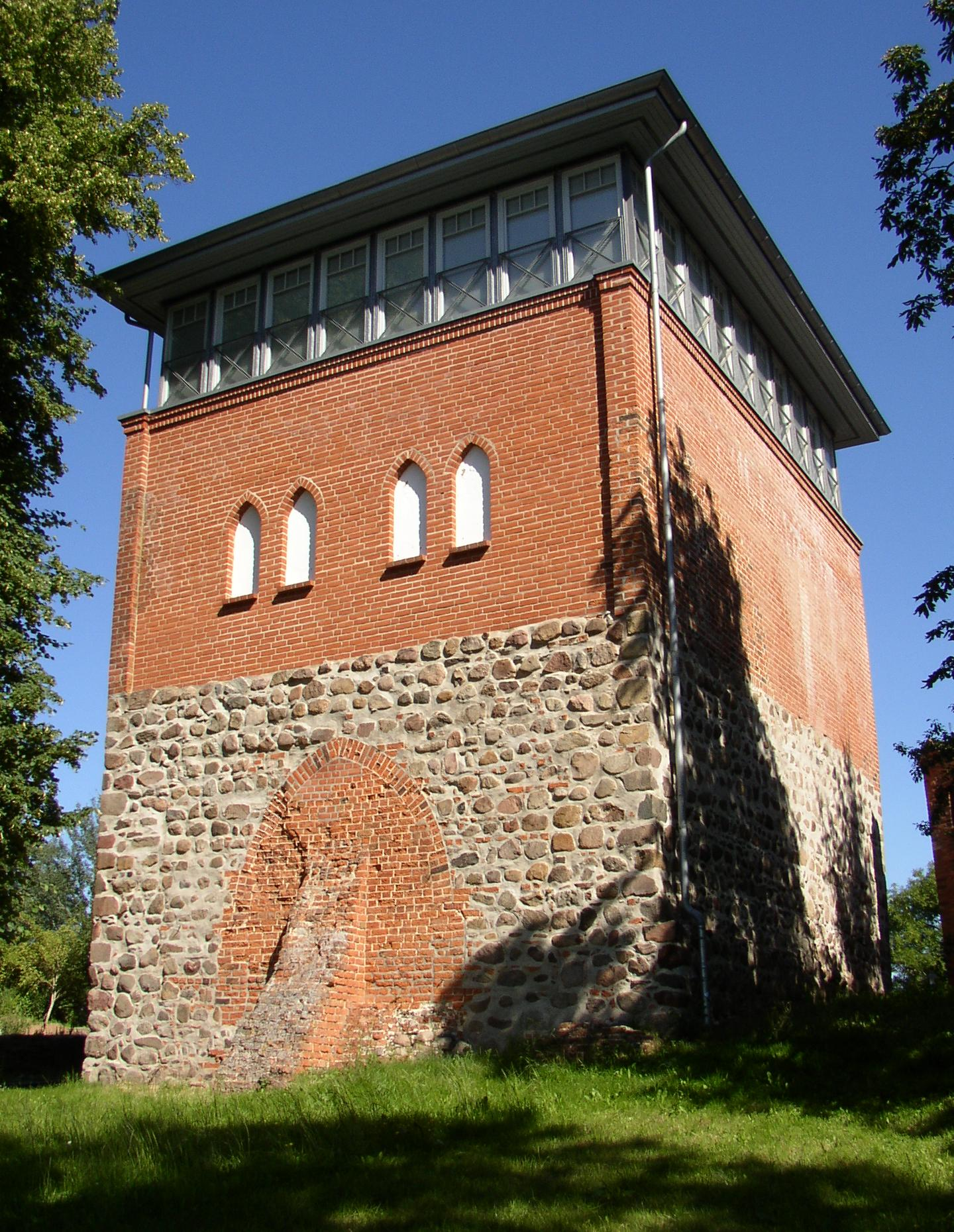
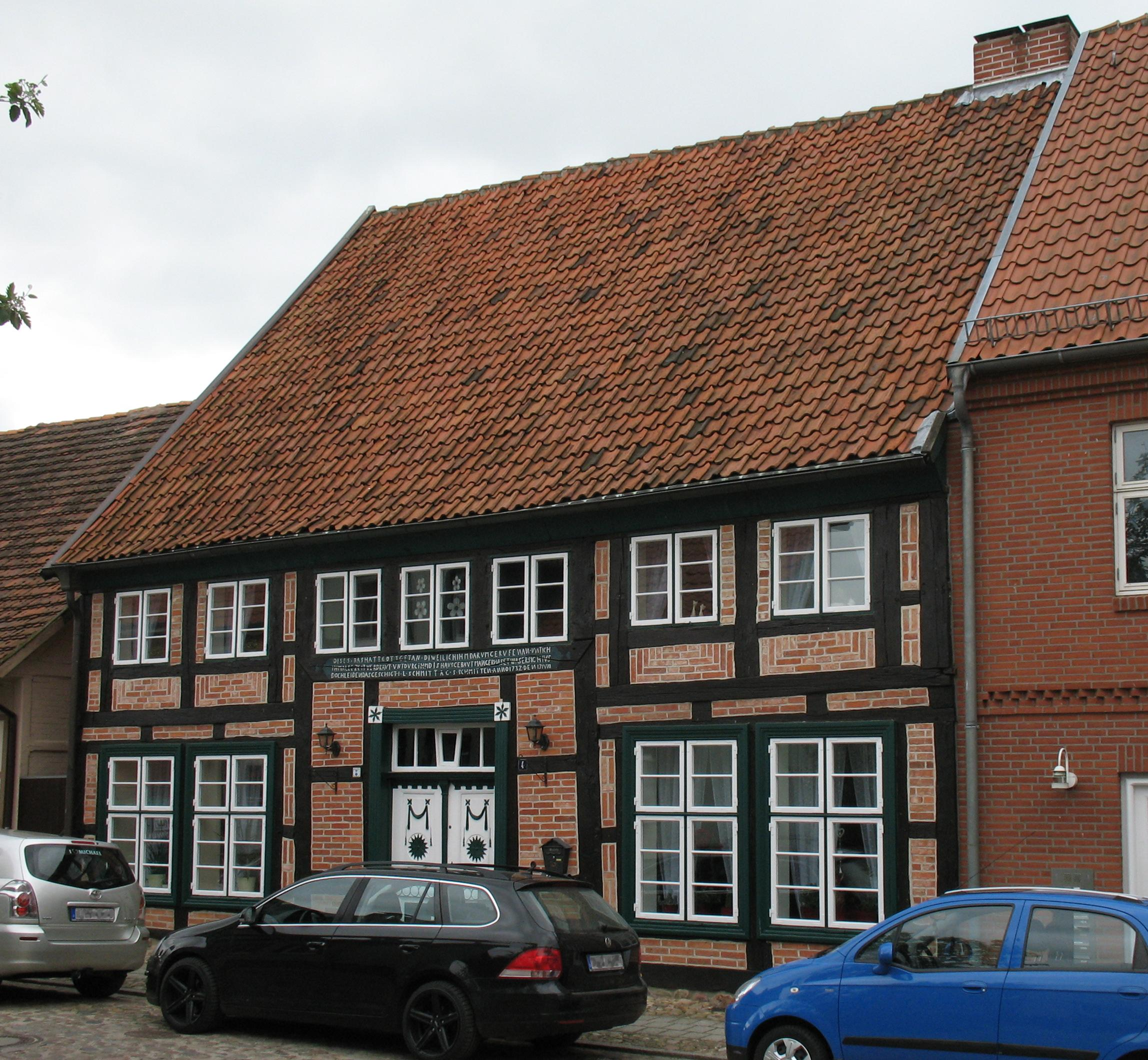
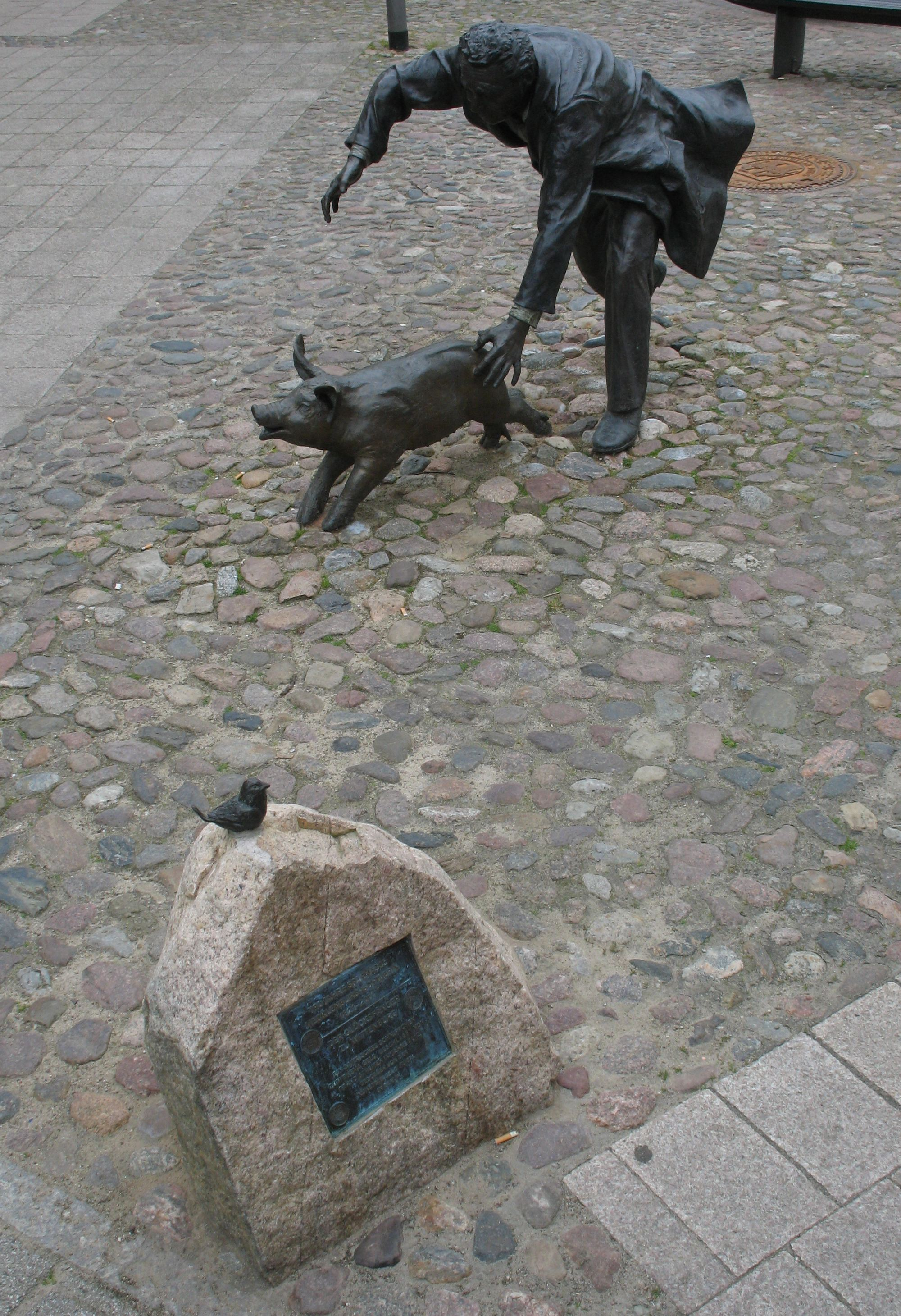
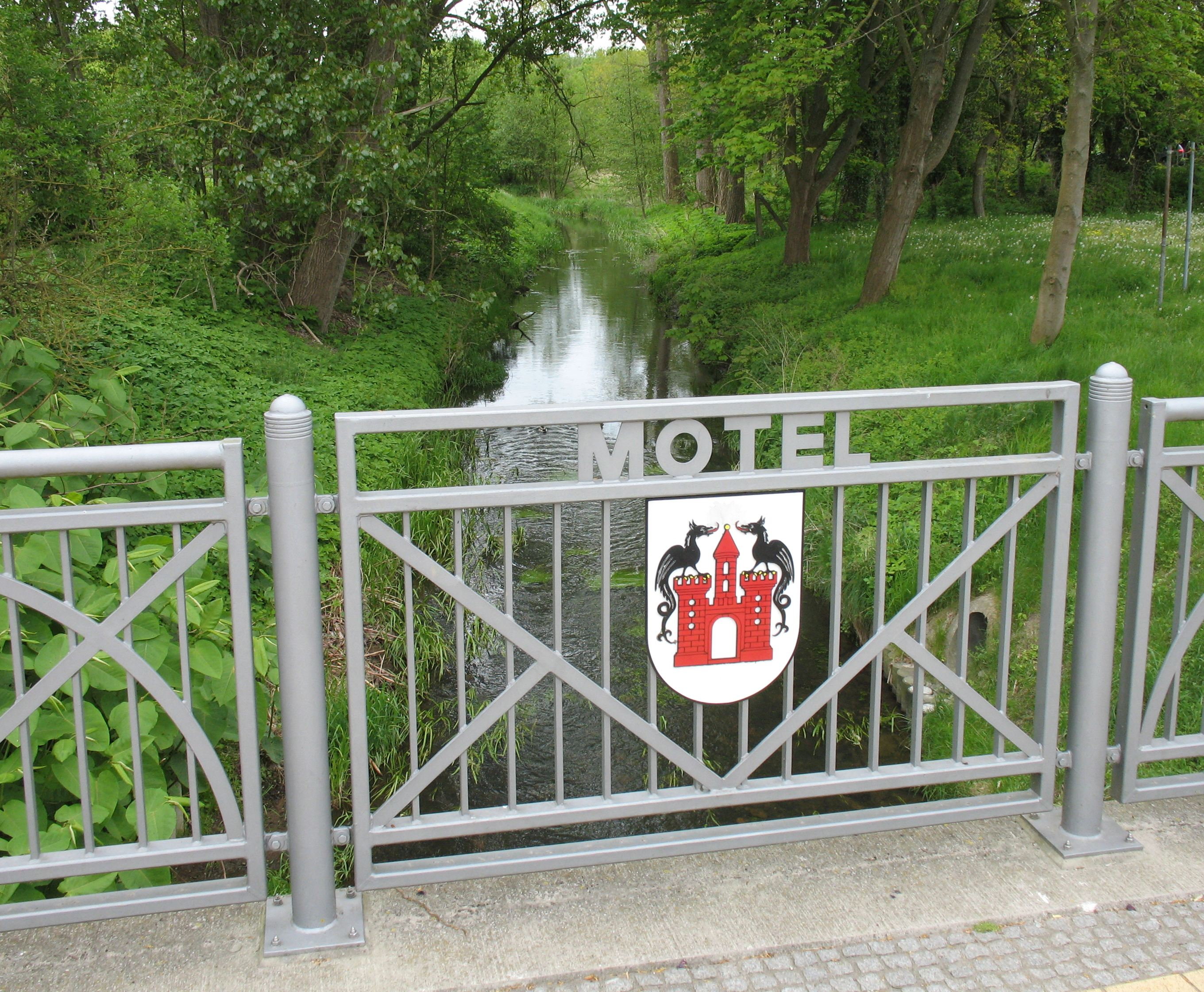